# Случ (приток на Припят)
Случ (на беларуски: Случ, Паўночная Случ; на руски: Случь) е река в Беларус (Минска, Гомелска и Брестка област), ляв приток на Припят, от басейна на Днепър Дължина 228 km. Площ на водосбарния басейн 5260 km².
Река Случ води началото си от най-южната част на Минското възвишение, на 162 m н.в., в Минска област. Тече предимно в южна посока, с множество завои и меандри, особено в долното течение, през силно заблатената историко-географската област Полесие. Влива се отляво в река Припят (десен приток на Днепър), на 122 m н.в., на 3 km югозападно от село Вилча, Гомелска област. В най-долното си течение е граница между Гомелска и Брестка област. Основни притоци: Весея, Болшая Слива (леви); Локнея, Сивелга, Мороч (десни). Има смесено подхранване с преобладаване на снежното. Пълноводието ѝ продължава от 2-рата половина на март до май включително. Има ясно изразено лятно-есенно маловодие, нарушавано от епизодични прииждания в резултат на поройни дъждове. Среден годишен отток на 46 km от устието 20,3 m³/sec. Замръзва през декември, а се размразява в края на март. В горното ѝ течение е изградено Руднянското, а в долното – Солигорското водохранилище, които регулират оттока ѝ през годината. По течението ѝ са разположени градовете Слуцк и Солигорск в Минска област.